# El Molino, Pueblo Nuevo
El Molino är en ort i Mexiko.   Den ligger i kommunen Pueblo Nuevo och delstaten Durango, i den centrala delen av landet, 800 km nordväst om huvudstaden Mexico City. El Molino ligger 1 381 meter över havet och antalet invånare är 217.
Terrängen runt El Molino är huvudsakligen bergig, men åt sydväst är den kuperad. Runt El Molino är det mycket glesbefolkat, med 6 invånare per kvadratkilometer. Närmaste större samhälle är Pueblo Nuevo, 19,5 km öster om El Molino. I omgivningarna runt El Molino växer huvudsakligen savannskog.